# Авимор (водохранилище)
Авимор (англ. Lake Aviemore) — водохранилище на реке Уаитаки в регионе Кентербери Южного острова Новой Зеландии.
Расположено в южной части острова, образовано плотиной ГЭС в 1960-х годах.
Площадь зеркала — 28,8 км². Находится на высоте 268 метров над уровнем моря.
Является популярным местом рыбалки среди туристов.